# Najsłabsze ogniwo
 (juillet 2023).
Si vous disposez d'ouvrages ou d'articles de référence ou si vous connaissez des sites web de qualité traitant du thème abordé ici, merci de compléter l'article en donnant les références utiles à sa vérifiabilité et en les liant à la section « Notes et références ».
Najsłabsze ogniwo est la version polonaise du jeu télévisé Le maillon faible (The Weakest link en anglais). Diffusée du 1er mars 2004 au 22 décembre 2005 sur TVN, l'émission est animée par Kazimiera Szczuka. Elle oppose huit concurrents pour un gain total maximum de 27 000 złotys. Cette émission est regardée habituellement par 3 millions de téléspectateurs (pour une moyenne de 1,5 million)[pas clair]. 